# Eurema nilgiriensis
Nilgiri Grass Yellow, Eurema nilgiriensis là một loài bướm thuộc họ Pieridae, có màu vàng và trắng, được tìm thấy ở India.